# Overhoekspark
Het Overhoekspark, Park Overhoeks, Schegpark of Oeverpark is een park in Amsterdam-Noord, dat ontstond bij de herinrichting van de buurt Overhoeks.

## Overhoekspark
De namen zijn officieus, Amsterdam kent wel een Overhoeksparklaan. De groen ingerichte ruimte, aangelegd op een dan nieuw opgespoten deel van het IJ,  ontstond bij de bouw van een nieuwe wijk, doordat nieuwe rechthoekige bebouwing niet goed aansluit bij oude bebouwing die enigszins diagonaal (overhoeks) geplaatst is. Wat restte was een open ruimte die beplant werd. Het park bestaat uit een open ruimte en een uitloper langs het IJ, beginnen bij het Eye Filmmuseum. Een voortzetting van de IJpromenade die hier alleen voet- en fietspad is doorsnijdt het geheel. Het merendeel van het park bestaat uit grasland. Het park en uitloper is een eerbetoon aan stad en IJ, vanuit het groen heb je een panorama op de stad. Voorts staat er een infopaal met informatie over Zwembad Obelt.

## Iepenarboretum

### Iep in Amsterdam
De iep kwam midden 17e eeuw naar Amsterdam. Terugkijkend hadden de bomen twee functies: ze maakten het zicht mooier en gaven de kades stevigheid  Ze waren wel terug te vinden op voorstudies van het Gezicht op de Gouden Bocht in de Herengracht van Gerrit  Berckheyde. Volgens iepenkenner Hans Kaljee liet de schilder ze (nog) weg omdat ze daar net stonden. Er werd voor de iep gekozen omdat deze tegen het toen nog brakke water in de grachten kon; de eerste keus, de linde viel daarom af. Andere bomen vielen ook af vanwege de permanente winderige plekken.

### Specifiek
In het kader van de grootscheepse aanpak van Amsterdam-Noord tijdens de bouw van de Noord/Zuidlijn (project Noordwaarts), werd voor het landschapsarchitecten Bram Breedveld en Martien van Osch ingeschakeld. Deze raadpleegde Hans Kaljee omdat op deze winderige plek (er staat hier altijd wind) slechts een aantal bomen kan volgroeien. Het eerste plan omvatte al zeventig bomen. Die winderigheid zorgde ervoor dat een aantal bomen direct afviel. Deze zeventig plaatsen zouden verdeeld moeten worden over de es, populier, wilg en iep. Breedveld vroeg vervolgens aan Kaljee of een eerbetoon aan de iep in Amsterdam wellicht een goed idee was, maar dan moesten er wel diverse soorten geplant worden. Gevaar komt vooral van de iepenziekte, veroorzaakt door schimmels die op hun beurt verspreid worden door de iepenspintkever. Vandaar dat ook dit arboretum regelmatig gecontroleerd wordt op de uiterlijke symptomen van de ziekte. Binnen dit eerbetoon aan de iep is er ook een klein eerbetoon aan Christine Buisman; tussen de zeventig staat één exemplaar van de "Ulmus Christine Buisman" (Buisman kweekte de eerste schimmelresistente iep). Desalniettemin moest Kaljee in 2023 toegeven dat ondanks alle maatregelen er toch één iep inmiddels gesneuveld was. In de stad staan dan circa 75.000 iepen, het totaal aantal bomen in Amsterdam werd in 2023 geschat op 350.000.
Kweek begon in 2003, vervolgens kwam in 2011 de aanplant en op 30 juni 2011 kon het arboretum geopend worden.